# Kościół Najświętszego Serca Pana Jezusa w Kierzkowie
Kościół Najświętszego Serca Pana Jezusa w Kierzkowie – katolicki kościół parafialny zlokalizowany we wsi Kierzków w gminie Myślibórz, w powiecie myśliborskim (województwo zachodniopomorskie).

## Historia i architektura
Kościół został wzniesiony w XVIII wieku na miejscu wcześniej istniejącej, średniowiecznej świątyni. Sytuowany na planie prostokąta, od strony wschodniej zakończony jest półkolistą absydą. Nawę nakrywa dach dwuspadowy. Okna w nawie zakończone są ostrymi łukami. Przy południowej ścianie dostawiona jest zakrystia. Od strony zachodniej do kościoła przylega czworoboczna wieża, w górnej partii drewniana, nakryta hełmem zakończonym kulą z krzyżem. W przyziemiu wieży znajduje się pełnołukowy portal wejściowy, w jej licu umieszczone są okna z żaluzjami. W 1925 roku kościół przeszedł przebudowę, zewnętrzne ściany zostały wówczas otynkowane.
Wnętrze kościoła nakrywa płaski, belkowany strop drewniany. Nad wejściem znajduje się drewniana empora chórowa, wsparta na słupach. Nad zakrystią umieszczona jest loża z drewnianą balustradą. W ołtarzu, pochodzącym z XVIII wieku, umieszczona jest obecnie figura Chrystusa. Zachowała się także XIX-wieczna, drewniana chrzcielnica ze złoconymi zdobieniami. Teren wokół kościoła otoczony jest kamiennym murem. Znajduje się na nim pomnik poświęcony poległym w I wojnie światowej.
Po II wojnie światowej kościół został poświęcony jako świątynia katolicka w dniu 1 grudnia września 1946 roku przez ks. Kazimierza Dymitrowicza SDB.